# زنبق قزم
الزنبق القزم أو زنبق صغير الزهر نوع نباتي ينتمي إلى جنس الزنبق من الفصيلة الزنبقية.

## البيئة والانتشار
موطنه شرق آسيا من منغوليا وشمال الصين وسيبيريا.